# Собака і горобець
«Собака і горобець» (нім. Der Frieder und das Katherlieschen) — казка, опублікована братами Грімм у збірці «Дитячі та сімейні казки» (1812, том 1, казка 58). Згідно з класифікацією казкових сюжетів Аарне-Томпсона має номер 248: «Чоловік, собака і пташка».
За словами братів Грімм, казка у різних варіаціях зустрічається у Цверні, Гессені та Ґетінґені

## Сюжет
Вівчарка втікає від свого хазяїна, який погано до неї ставиться. По дорозі собака зустрічає горобця, який допомагає йому дістати їжу. Одного дня, коли пес засинає на дорозі, фірман переїжджає його возом, навіть не намагаючись його оминути. Горобець вирішує помститися за смерть свого друга. Спочатку пташка видзьобує корки у бачках з вином, які віз фірман, і все вино витікає на землю. Потім горобець починає видзьобувати очі його коням, а фірман, намагаючись вперіщити його сапою, замість горобця кожного разу влучає в голови своїх коней і вбиває їх. Повернувшись додому, чоловік дізнається, що горобець зібрав птахів зі всього світу та видзьобали усію його пшеницю. Намагаюсь, спіймати горобця у своєму будинку, кучер розтрощує усе своє майно, а коли власне лапає рукою горобця, то вирішує проковтнути його. Тим часом дружина фірмана, намагаючись вбити горобця, замахується сапою, але замість горобця влучає кучерові по голові і той падає мертвим додолу. Горобець випурхує через вікно і летить собі геть.